# Roiville
Roiville är en kommun i departementet Orne i regionen Normandie i nordvästra Frankrike. Kommunen ligger i kantonen Vimoutiers som tillhör arrondissementet Argentan. År 2022 hade Roiville 133 invånare.

## Befolkningsutveckling
Antalet invånare i kommunen Roiville
| Referens: INSEE |